# Amobia pelopei
Amobia pelopei är en tvåvingeart som först beskrevs av Camillo Rondani 1859.  Amobia pelopei ingår i släktet Amobia och familjen köttflugor. Inga underarter finns listade i Catalogue of Life.